# Mazion
Mazion is een gemeente in het Franse departement Gironde (regio Nouvelle-Aquitaine) en telt 395 inwoners (1999). De plaats maakt deel uit van het arrondissement Blaye.

## Geografie
De oppervlakte van Mazion bedraagt 3,7 km², de bevolkingsdichtheid is 106,8 inwoners per km².
De onderstaande kaart toont de ligging van Mazion met de belangrijkste infrastructuur en aangrenzende gemeenten.

## Demografie
Onderstaande figuur toont het verloop van het inwonertal (bron: INSEE-tellingen).